# Personaggi di Nadia - Il mistero della pietra azzurra
Questa è la lista dei personaggi di Nadia - Il mistero della pietra azzurra, serie televisiva anime del 1990 prodotta dallo studio Gainax e diretta da Hideaki Anno.

Da sinistra: Jean, King, Marie, Sanson, Nadia, Grandis e Hanson.

## Personaggi principali

### Nadia
Nadia Ra Arwol (ナディア・ラ・アルウォール?, Nadia Ra Aruwōru) è la protagonista della serie animata. Da piccola, rimase orfana dei genitori e cominciò a lavorare come acrobata nel circo con il suo leoncino King. È una ragazza estremamente testarda ed egocentrica, vegetariana e convinta animalista. Sempre insoddisfatta di sé, ha un unico sogno: ritrovare la sua città natale e la terra dei suoi avi, che crede sia in Africa. Nata il 31 maggio 1875 a Tartesso, nell'Africa centrale, la ragazza discende in realtà dalla stirpe extraterrestre degli Atlantidi.
All'inizio della serie animata, nel 1889, Nadia incontra a Parigi Jean, coetaneo che s'innamora subito di lei e le promette di riportarla in Africa. Per mantenere la promessa, il giovane dovrà aiutarla a sfuggire da una banda di avventurieri intenta a impadronirsi della pietra azzurra che Nadia porta al collo, l'unico ricordo che la ragazza ha dei suoi genitori. Nel corso della serie, Nadia si imbatte nell'incredibile sottomarino Nautilus, e scopre che Nemo, il suo enigmatico capitano, è in realtà suo padre. Il nemico da affrontare è Gargoyle, il quale vuole impadronirsi della pietra della protagonista e piegare la popolazione terrestre di fronte alla potenza di Neo Atlantide. Inoltre, Nadia comincerà a conoscere meglio se stessa, fino ad arrivare alla sconcertante consapevolezza di non appartenere alla razza umana e di essere destinata a distruggere l'intera umanità, giungendo all'atto estremo di tentare il suicidio.
Dopo essere stata catturata e sottomessa agli ordini di Gargoyle, Nadia sconfigge il nemico con l'aiuto dei suoi compagni e, tornata sulla terra, si trasferisce a Le Havre, la città natale di Jean. Qui, Nadia sposa Jean nel 1897 e vivrà insieme agli zii del ragazzo. Qualche tempo dopo, Nadia ha un bambino del tutto simile al padre Jean e, nel 1902, sarà in dolce attesa di un altro figlio.
Nel film anime del 1991 Nadia e il mistero di Fuzzy, ambientato nel 1892, due anni dopo le avventure della serie animata, Nadia ormai diciassettenne si trasferisce a Londra per lavorare come apprendista giornalista presso un quotidiano inglese. Ha deciso infatti di ritornare da Jean solamente quando sarà riuscita a realizzarsi come donna indipendente, ma non ha perso il suo carattere scontroso e testardo, al quale si aggiunge una punta di gelosia quando scopre il profondo rapporto di amicizia che c'è tra Jean e Fuzzy, una ragazza-clone creata artificialmente. Alla fine della storia aiuterà Jean e Fuzzy a sventare la cospirazione dei Neo Atlantidi volta a soggiogare l'umanità. Quando tutto è finito, Nadia ritorna a Londra per terminare il suo tirocinio come giornalista e per scrivere la storia di Gargoyle e di Fuzzy, in modo che nulla venga dimenticato; ritornerà definitivamente da Jean non appena terminata la sua opera.
Nadia è doppiata in giapponese da Yoshino Takamori, mentre in italiano ha la voce di Nadia Biondini nel doppiaggio Fininvest della serie TV e del film, di Debora Magnaghi nell'edizione Yamato Video delle due opere.

### Jean
Jean Luc Lartigue (ジャン・ロック・ラルティーグ?, Jan Rokku Rarutīgu), denominato Jean Roque Raltique nella versione Fininvest, è il coprotagonista della serie animata, nonché il primo personaggio a comparire nell'anime. Nel 1889 Jean si reca all'Esposizione Universale di Parigi; qui incontrerà Nadia per la prima volta e se ne innamorerà a prima vista.
Jean ha perso la madre quando era molto piccolo e il padre, il marinaio Raoul Luc Lartigue, era quasi sempre fuori per lavoro; ad allevarlo sono stati perciò i suoi zii, a Le Havre, dove abita anche la sorella maggiore già sposata. Grande appassionato di meccanica e invenzioni, Jean è un autodidatta amante della scienza, che vorrebbe utilizzare per il bene dell'umanità. Tuttavia, durante la sua avventura con Nadia, scopre che suo padre è morto. Infine, si renderà anche conto che, a seconda del suo utilizzo, la scienza può essere utilizzata a fin di bene o per scopi malvagi.
Ragazzo tutto fare e pieno di risorse, Jean non è molto abile in amore. Infatti, ogni volta che tenterà di dichiarare il suo amore a Nadia, non farà altro che farla arrabbiare. Si affeziona ad Electra, con la quale condivide la passione per la scienza e la lettura, e stringe una grande amicizia con Sanson ed Hanson, grazie ai quali imparerà molto sulla crescita e sul diventare adulti. Coraggioso, onesto ed estremamente ottimista, Jean ha una grande fiducia nell'umanità. Desideroso di crescere per realizzare i propri sogni, capirà ben presto, anche grazie ad Hanson, che ogni uomo deve rendersi conto delle proprie capacità e agire quindi di conseguenza. Ucciso da Gargoyle, tornerà in vita grazie al potere delle pietre azzurre di Nadia e Nemo. Avrà un'altra avventura in Nadia e il mistero di fuzzy e infine nel 1897, sposerà la sua amata Nadia, dalla quale avrà un secondo figlio nel 1902.
Jean è doppiato da Noriko Hidaka nell'edizione giapponese e da Davide Garbolino in entrambe le edizioni italiane.

### King
King è un cucciolo di leone dal pelo bianco (seppur nella serie sia rappresentato prevalentemente di color grigio), che è stato allevato da Nadia e dalla quale non si allontana mai. Estremamente intelligente e vivace, molto spesso si comporta alla stregua di un essere umano, arrivando a comprendere semplici calcoli matematici, a indossare un cappello di paglia e una sciarpa tenendo anche una canna da pesca tra le zampe o addirittura a idolatrare una statua di legno allo scopo di invocare la pioggia. La sua golosità e la sua intraprendenza cacciano nei guai sia lui che gli altri. King adora Marie, anche se questa non sempre si mostra gentile nei suoi confronti. È molto geloso di Jean, e per questo fuggirà lontano dai suoi amici, con lo scopo di ritrovare se stesso, anche se ritornerà ben presto da loro. Nell'epilogo si vede ormai adulto, insieme ai suoi cuccioli.
King è doppiato nella versione Yamato Video da Massimo Di Benedetto. e in quella Fininvest da Veronica Pivetti.

### Grandis
Grandis Granva (グランディス・グランバァ?, Gurandisu Guranbā), denominata Rebecca Grandis nell'edizione Fininvest, è inizialmente l'antagonista della serie animata, che dà la caccia a Nadia per impadronirsi della pietra azzurra, e in seguito uno degli alleati della ragazza. Proveniente dall'alta società italiana di metà Ottocento e figlia di un abbiente proprietario di una miniera di ferro, Grandis è cresciuta nell'agiatezza per tutta la sua adolescenza. All'età di sedici anni si innamorò di Gonzales, un giovane arrivista che in realtà mirava soltanto alle proprietà del padre, e in breve tempo la ragazza fu spogliata di tutti i suoi beni, ma, tra tutti i suoi servitori, soltanto due le sono rimasti fedeli: l'autista Sanson e il meccanico Hanson. Grazie ai gioielli ricevuti in eredità dalla madre, morta quando lei era ancora molto piccola, Grandis è riuscita ad andare avanti perseguendo lo scopo di possedere tutti i più bei gioielli del mondo, tra i quali anche la pietra azzurra. Tuttavia, dopo la loro avventura sull'isola di Gargoyle e l'incontro con Nemo, del quale si innamora perdutamente, perde ogni interesse nei confronti della pietra, e diventa grande amica e dispensatrice di consigli per Nadia (al punto da chiedere alla ragazza di chiamarla "mamma"). Estremamente curata nell'aspetto, Grandis è una donna coraggiosa e un po' pettegola, eccentrica e romantica, col gusto del lusso, della cucina e degli uomini maturi. Alla fine delle avventure si ritrova ancora alla ricerca del vero amore, sebbene gli spasimanti non le manchino di certo.
Grandis è doppiata in giapponese da Kumiko Takizawa e in italiano da Mariagrazia Errigo e Monica Pariante nell'adattamento Fininvest rispettivamente della serie anime e del film, mentre Dania Cericola le presta la voce nell'edizione Yamato Video delle due opere.

### Sanson
Sanson (サンソン?, Sanson), denominato Sansone nella versione Fininvest, è uno dei due sgherri di Grandis. Del passato di Sanson, ex autista della famiglia Granva, è noto soltanto che sia nato in un paese colpito dalla guerra e che abbia visto morire i suoi genitori. Rimasto orfano, è quindi cresciuto insieme ad Hanson, imparando ad arrangiarsi e a difendersi da solo.
Eccellente tiratore dotato di una straordinaria forza fisica, Sanson è un vero e proprio latin lover piuttosto narcisista. Hanson è il suo più grande amico, ma tra i due spesso nascono contese per futili motivi. Sebbene possa sembrare un individuo superficiale interessato soltanto ai propri muscoli e al proprio abbigliamento, Sanson in realtà ha un cuore d'oro, sempre pronto a mettere a repentaglio la vita pur di salvare i propri amici. Sanson è molto sensibile, tanto che si affeziona presto alla piccola Marie, per la quale è disposto a tutto, persino a mettersi in ridicolo mentre gioca con lei. Dispensa consigli a Jean per sedurre Nadia, benché i propri tentativi non portino ad alcun risultato. Estremamente geloso di Grandis, difende la donna da tutti i suoi spasimanti, come ad esempio Ayrton, e cerca di allontanarla dalle persone di cui lei si innamora, come nel caso di Nemo. Attivo e spontaneo, non esita a mostrare le sue abilità nell'uso delle armi e al volante al momento opportuno. Alla fine della storia, Sanson sposerà Marie, nonostante la grande differenza di età (quarant'anni il primo, diciassette la seconda).
Sanson è doppiato da Kenyu Horiuchi in giapponese e da Diego Sabre in entrambe le edizioni italiane.

### Hanson
Hanson (ハンソン?, Hanson) è uno dei due sgherri di Grandis. È cresciuto insieme al suo migliore amico Sanson ma, a differenza di quest'ultimo, è appassionato di tutto ciò che concerne la meccanica. Da ragazzo era infatti il meccanico della famiglia Granva e quando quest'ultima perse tutti i suoi possedimenti, Hanson ha continuato comunque la sua attività per Grandis, sicché è stato proprio lui a costruire il Gratan. Il mezzo blindato rappresenta una parte importante della vita e della personalità di Hanson, tanto da conoscerlo perfettamente in ogni sua componente, potenziarlo a seconda del bisogno e da ripararlo alacremente ogni volta che questo subisce danni. Pur essendo molto affezionato al Gratan, Hanson non esiterà a sacrificarlo per distruggere la Torre di Babele del Red Noah.
Una volta a bordo del Nautilus, Hanson stringe una grande amicizia con Jean, con il quale condivide la stessa passione per la scienza e la tecnologia. Si innamorerà di Electra ma, una volta resosi conto di non amarla veramente, preferisce rinunciare alla donna. Contrariamente a Sanson, che spesso prevarica su di lui, Hanson è molto timido e riservato, benché in alcune occasioni sia in grado di far valere le sue idee fino all'ultimo anche perdendo la calma e la razionalità che lo contraddistinguono abitualmente. Alla fine della storia rimarrà scapolo e, pur desiderando una famiglia, si consolerà con il suo prestigioso lavoro: diventerà infatti proprietario di un'importante fabbrica di automobili.
Hanson è doppiato in giapponese da Toshiharu Sakurai e in italiano da Sergio Romanò nell'edizione Fininvest e da Stefano Albertini in quella Yamato Video.

### Ayrton
Ayrton Glenarvan (エアトン・グレナバン?, Eaton Gurenaban) è un giovane signore inglese che incontra i protagonisti a bordo della nave da guerra Abraham, dove si presenta come scienziato impegnato in una missione segreta atta a investigare sui misteriosi mostri marini. In seguito, Jean e Nadia lo incontrano nuovamente sulla misteriosa isola mobile, seppellito sotto la sabbia fino al collo. Si scopre che i responsabili di un simile trattamento sono Grandis, Sanson e Hanson al fine di punirlo per aver rubato loro del vino.
Ayrton non ha veri e propri amici, piuttosto è circondato da persone che tollerano la sua presenza. Durante la permanenza sull'isola, Ayrton si innamora di Grandis; la donna però, dopo una breve attrazione iniziale, si stanca presto di lui, ma ciononostante, Ayrton resta sempre molto affezionato a lei. Sanson e Hanson lo vedono subito come un nemico. Gli unici a non manifestare alcuna ostilità nei suoi confronti sono Jean e la piccola Marie, la quale, contrariamente agli altri, apprezza persino i suoi manicaretti culinari. Bugiardo ed estremamente vanesio, di rado Ayrton sa comunque rendersi utile facendo le pulizie ed elargendo saggi consigli: ad esempio, suggerisce a Sanson e Hanson di risolvere i loro contenziosi imbastendo una gara costruttiva all'insegna delle loro abilità. A dispetto delle apparenze, Ayrton è astuto e sa come ottenere ciò che vuole, tanto da riuscire a ingannare Grandis toccando uno dei suoi punti deboli: il vino. Nell'epilogo, Marie rivela che egli è davvero un conte: infatti, una volta tornato in Inghilterra, ad aspettarlo nel suo immenso palazzo, ci sono stuoli di dame e camerieri.
Ayrton è doppiato da Kouji Tsujitani in giapponese e da Marco Balzarotti in entrambe le edizioni italiane.

### Nemo
Elusys Ra Arwol (エルシス・ラ・アルウォール?, Erushisu Ra Aruwōru, adattato in Elisis La Arwol nel primo adattamento italiano), meglio conosciuto come capitano Nemo, è il comandante del Nautilus nella serie animata. Antico re della città di Tartesso, Nemo è il padre di Nadia e Neo, oltre a essere la perfetta antitesi di Gargoyle: se quest'ultimo non ha alcuna fiducia nell'uomo, ma anzi esclusivamente nella scienza, Nemo è fiducioso nella razza umana e più vicino alla natura. Perduta la moglie allo scoppio del colpo di Stato attuato dai ribelli, Nemo si oppose alla riattivazione della Torre di Babele da parte del ministro traditore Gargoyle, nonché suo vecchio amico. Disattivando la Torre, Nemo innescò suo malgrado la tremenda esplosione che rase al suolo il suo regno. Sopravvissuto al disastro, Nemo portò con sé alcuni superstiti, tra i quali una giovanissima Electra. Col tempo, Nemo e gli altri sopravvissuti alla tragedia costituirono il nucleo originario alla base dell'equipaggio del sommergibile Nautilus, l'unica arma in grado di contrastare la potenza devastante di Neo Atlantide. Tormentato dal suo tragico passato, è un uomo malinconico che talvolta dà sfogo al suo dolore suonando l'organo.
Nella lotta senza pietà che lo contrappone a Gargoyle, si mostra freddo e quasi impassibile di fronte al suo equipaggio; tuttavia, la presenza di Nadia a bordo del sommergibile e i sentimenti che Electra prova nei suoi confronti, lo renderanno sempre più fragile. Fa comprendere a Jean che la scienza non è usata dagli uomini esclusivamente per scopi benefici. Suoi amici sono l'anziano capo-macchinista, che lo segue sin da Tartesso, e la balena Ilion. Ignora la corte di Grandis e si mostra affettuoso verso la piccola Marie. Per coloro che ama, soprattutto sua figlia Nadia, non esita a rinunciare ai poteri della pietra azzurra, gli unici in grado di guarirlo dalle ferite mortali infertegli dai suoi stessi figli controllati da Gargoyle. Sacrificandosi permette a Jean, colpito a morte da Gargoyle, di continuare a vivere. Dà un figlio a Electra.
Nemo è doppiato in giapponese da Akio Ōtsuka e in italiano da Giovanni Battezzato nell'edizione Fininvest della serie TV e del film e da Massimiliano Lotti nella versione Yamato Video delle due opere.

### Electra
Medina Ra Lugensius (メディナ・ラ・ルゲンシウス?, Medina Ra Rugenshiusu), meglio nota con lo pseudonimo di Electra (エレクトラ?, Erekutora), è un membro dell'equipaggio del Nautilus nella serie animata. Nativa di Tartesso, dove viveva insieme ai genitori e al fratello minore, Electra fu una dei pochi sopravvissuti alla distruzione della città. Fu ritrovata da Nemo, il quale l'ha allevata come fosse sua figlia. Sebbene inizialmente lo vedesse solo come un padre, col passare del tempo, Electra finì per innamorarsene. Pur di vendicare la sua famiglia e distruggere l'odiato Gargoyle, è pronta a sacrificare la propria vita così come quella degli altri. Avida lettrice di libri scientifici, si affeziona ben presto a Jean, vedendo in lui il fratellino che ha perso da bambina. Molto gelosa nei confronti di Nemo, non sopporta la concorrenza di Grandis, e sembra essere ignara dell'attrazione che Hanson prova per lei. La sua gelosia aumenta anche a causa di Nadia, la quale influenzerà molto, benché a sua insaputa, le decisioni di Nemo. Alla fine della serie, liberatasi di tutte le sue frustrazioni dopo l'affondamento del primo Nautilus, diviene più serena e matura. Avrà un figlio dal capitano Nemo.
Elettra è doppiata in giapponese da Kikuko Inoue e in italiano da Paola Messina nell'edizione Fininvest e da Paola Della Pasqua nella versione Yamato Video.

### Marie
Marie Anne Löwenbräu (マリー・エン・レーヴェンブロイ?, Marī En Rēvenburoi) è una bambina nata a Marsiglia il 10 aprile 1885. Lei non ricorda nulla della Francia, perché poco dopo la sua nascita si è trasferita insieme ai genitori sull'isola di Mahal, nell'arcipelago di Capo Verde. Ad appena quattro anni assiste alla morte dei suoi genitori per mano dei soldati di Neo Atlantide, e proprio grazie al fortuito incontro con Jean e Nadia, capitati accidentalmente sull'isola, che riesce ad aver salva la vita. Marie si affeziona molto presto ai due giovani, considerandoli quasi come i suoi nuovi genitori, e trova in King il perfetto compagno di giochi. Malgrado la sua giovanissima età, Marie mostrerà molto presto di essere più matura di quanto sembri a prima vista, prendendo esempio da tutti quelli che la circondano, in particolare da Grandis. D'altro canto, Marie stringe un legame d'affetto con Sanson, che vede come suo angelo custode e compagno d'avventure. Affezionata a Nemo, detesta al contrario Electra, che giudica troppo severa come insegnante di matematica. È proprio lei a narrare l'epilogo della vicenda datato 1902, ormai diciassettenne e moglie di un più maturo Sanson.
Marie è doppiata in giapponese da Yūko Mizutani e in italiano da Marina Massironi nell'edizione Fininvest e da Daniela Fava in quella Yamato Video.

### Gargoyle
Nemesis Ra Algol (ネメシス・ラ・アルゴール?, Nemeshisu Ra Arugōru, Nemesis La Alfol nel doppiaggio Fininvest), meglio noto come Gargoyle, denominato Argo nella versione Fininvest, è l'antagonista principale della serie animata. Un tempo, Nemesis ricopriva la carica di Primo Ministro di Tartesso sotto il regno della moglie di Elusys Ra Arwol. Nel 1876, Nemesis dà inizio al colpo di Stato atto a rovesciare il governo vigente causando la morte della regina. Dopo aver dichiarato decaduto il regno di Tartesso, Nemesis comincia a farsi chiamare "Gargoyle" e si nomina capo assoluto dell'Impero di Neo Atlantide. Deciso a sperimentare il potere della Torre di Babele sigillata da secoli per utilizzarla come arma di distruzione di massa, l'ex ministro convince l'imperatore Neo a consegnarli la pietra azzurra. L'oggetto, infatti, avrebbe funto da catalizzatore per la Torre. Tuttavia, il piano di Gargoyle viene sventato in tempo dal re Elusys, ma ciò causa comunque la distruzione dell'intera città e la morte di tutti i suoi abitanti. Dopo il cataclisma, Gargoyle trova l'imperatore Neo in fin di vita. Conscio dei poteri intrinseci dell'erede della pietra azzurra, Gargoyle decide di dare a Neo un corpo da automa, in modo da tenerlo in vita e controllarlo a proprio piacimento. Fermamente convinto di essere di origine atlantidea, soltanto alla fine, di fronte al vero potere della pietra azzurra, si rende conto suo malgrado di essere un umano come tutti gli altri. Il potere della pietra ne causa la morte, trasformandolo in un cumulo di sale.
Gargoyle è alto, imponente e snello allo stesso tempo, e sempre curato nei particolari della sua eleganza: il suo abbigliamento abituale consiste in scarpe nere tirate a lucido, un doppiopetto rosso coordinato a pantaloni dello stesso colore, una camicia nera sulla quale si adagia una cravatta giallo acceso e, alle mani, due guanti bianchi sul dorso quali è cucito il simbolo di Neo Atlantide (un singolo occhio sbarrato senza ciglia né palpebre). Sul volto porta una maschera bianca dall'espressione triste e stilizzata alla quale si aggiungono l'occhio neoatlantideo giallo e rosso posto in corrispondenza della fronte, una linea color rosso che congiunge suddetto simbolo alla punta del naso e, infine, due segni simili a lacrime che scendono dai fori per gli occhi fino alla parte più alta della mandibola. Indossa anche un cappuccio di tela nera per coprire completamente il resto della testa e la capigliatura, mentre, in occasione della battaglia finale, indossa una tenuta in acciaio. Sotto la maschera si cela in realtà un uomo di mezza età dal volto magro, il naso importante, la pelle bruna, gli occhi verde acqua e i capelli brizzolati lunghi appena fino alle spalle.
Gargoyle è doppiato in giapponese da Motomu Kiyokawa e in italiano da Maurizio Scattorin nell'adattamento Fininvest e da Claudio Moneta nella versione Yamato Video.

### Neo
Vinusis Ra Arwol (ビナシス・ラ・アルウォール?, Binashisu Ra Aruwōru,  pronunciato Vinusis nel doppiaggio Mediaset e Venasis in quello Yamato), noto anche come Neo Icon Epifanes (ネオ・イコン・エピファネス?, Neo Ikon Epifanesu) o più semplicemente come imperatore Neo, è il primogenito di Nemo, nonché fratello maggiore di Nadia. Nel 1876, durante il colpo di Stato organizzato dai ribelli a Tartesso, Neo fu appoggiato da Gargoyle per la riattivazione della Torre di Babele sigillata fin dall'antichità. Il ragazzo, però, cercò un modo per salvare la vita alla sorella, e sebbene Nadia sopravvisse illesa alla catastrofe, lo stesso non può dirsi per Neo: ritrovato da Gargoyle gravemente ferito e in fin di vita, il giovane erede della pietra azzurra ha continuato a vivere in un corpo meccanico costruito appositamente per lui dagli scienziati di Neo Atlantide. In realtà, Neo è una marionetta nelle mani di Gargoyle, il quale lo utilizza egoisticamente per i suoi scopi. Ciò nonostante, Neo ha sentimenti e una personalità propri: infatti è affezionato alla sorella Nadia e, una volta ripresa coscienza, vedrà suo padre Nemo come una guida. Il suo desiderio più grande è vivere da umano con gli altri esseri umani. Alla fine, in Neo prevarranno la sua volontà e il suo amore per la famiglia, vincendo così i limiti impostigli dalla scienza e sacrificandosi per salvare Nadia.
Neo è doppiato in giapponese da Kaneto Shiozawa e in italiano da Federico Danti nell'edizione Fininvest e da Patrizio Prata in quella Yamato Video.

## Personaggi secondari

### Equipaggio delNautilus
- Echo Villan: giovane addetto al sonar del Nautilus, è stato salvato da Nemo dopo l'affondamento della nave in cui lavorava come marinaio al servizio del padre di Jean. Sensibile ma molto coraggioso, è innamorato dell'infermiera di bordo, Icolina, in onore della quale ha fondato un fan club. Nell'epilogo si scopre che l'ha sposata. Doppiato in italiano da Massimo De Francovich (Edizione Finivest) e da Giorgio Bonino (Edizione Yamato Video).
- Icolina: nipote del medico di bordo, è una ragazza disponibile e sensibile, molto dedita al suo lavoro di infermiera. Imbarazzata dalla corte di una buona parte dell'equipaggio, Sanson compreso, alla fine Icolina sposerà Echo, l'addetto al sonar.
- Primo ufficiale di macchina: l'anziano capo macchinista, sopravvissuto alla tragedia che ha colpito Tartesso nel 1876, è un grande amico di Nemo. Saggio e infaticabile, svolge al meglio il suo lavoro. Conosce ogni membro dell'equipaggio, ed è affezionato ad ognuno di loro.
- Primo timoniere e Ufficiale di immersione: il timoniere è un giovane uomo dal fisico forte e atletico: il suo compito è quello di manovrare il sommergibile Nautilus in ogni suo spostamento. Suo collaboratore è un ragazzo pallido dai capelli lunghi e neri che, nonostante possa apparire un tipo serio, ama scherzare sia con il timoniere che con Echo.
- Dengil Echino: è il medico di bordo, nonché nonno dell'infermiera Icolina. Estremamente protettivo nei suoi confronti, non tollera che gli altri membri dell'equipaggio la importunino con le loro corti. È lui a rivelare a Sanson e agli altri che l'unico in grado di curare una febbre tropicale è il capitano Nemo. È doppiato in italiano da Orlando Mezzabotta (Edizione Finivest) e da Francesco Orlando (Edizione Yamato Video).
- Fate: meccanico del Nautilus, stringe amicizia con Jean, al quale dà qualche consiglio per conquistare Nadia. Gioviale e tuttofare, Fate muore asfissiato in sala macchine, a seguito di una fuga di gas radioattivo, insieme ad altri due uomini e i suoi funerali si tengono ad Atlantide. Doppiato in italiano da Marco Balzarotti nella versione televisiva e da Luca Bottale nella versione integrale Yamato Video.

### Altri personaggi
- Zio di Jean: in seguito alla morte della madre e alla scomparsa in mare del padre, Jean è stato cresciuto dallo zio. Edonista e inventore, si deve a lui la passione di Jean per la meccanica. Ama chiacchierare, scherzare e godersi la vita.
- Zia di Jean: contrariamente a suo marito, la zia di Jean è intransigente e severa, soprattutto quando si tratta di denaro che, secondo lei, suo nipote non fa altro che sprecare nella costruzione di strane invenzioni. Razzista e materialista, non accetta di ospitare Nadia a casa sua.
- Capitano Mayville: capitano di mezza età della corazzata americana Abraham, porta in salvo Jean e Nadia, naufragati in mare a seguito di un malfunzionamento dell'aeroplano di Jean. La sua missione è quella di distruggere i mostri marini che hanno ucciso migliaia di valorosi marinai. Dà del filo da torcere al Nautilus, una volta identificato anche grazie all'aiuto di una spia di Gargoyle. Suo fedele tenente in seconda è il signor Holland.
- Ilion: è una balena di ventimila anni di età. È infatti l'ultimo esemplare rimasto in vita delle balene che gli antichi Atlantidi sfruttarono in numerosi esperimenti, atti a creare la razza perfetta da schiavizzare. Vista la sua età, ha visto lo scorrere della storia del mondo e dell'umanità, umanità che lo affascina per via delle sue caratteristiche peculiari e uniche. Grande amico di Nemo, è in grado di parlare con gli esseri umani per mezzo della pietra azzurra. Morirà poco dopo aver visto Nemo per l'ultima volta e parlato con Nadia.
- Guardiano del Red Noah: misteriosa entità all'interno del Red Noah, pare abbia come unici scopi quelli di raccontare la storia del popolo di Atlantide e di ufficializzare la salita al trono degli eredi della pietra azzurra. Infatti, una volta incontrata Nadia, cerca di convincerla che andare ad Atlantide è la cosa più giusta da fare. Nadia, irremovibile, riesce a persuaderlo del contrario, ma lascia la ragazza con un ultimo monito: «Per quanto lo desideri, non potrai sfuggire al tuo destino. Ci rivedremo ancora, Principessa Nadia».
- Hamahama: giovane indigeno africano. Inizialmente ostile nei confronti di Nadia e degli altri, cambia subito atteggiamento una volta riconosciuta la pietra azzurra al collo della ragazza. Promesso sposo di Muramura, sarà rivale di Jean, dal momento che Nadia avrà una breve cotta per lui.
- Gonzales: cacciatore di tesori che rapisce King per avere il tesoro del villaggio di Hamahama, Gonzales è un uomo egoista, sadico e avido di denaro. È stato il primo fidanzato di Grandis, e dopo averne indebitato fino al collo il padre, ha preso possesso di tutti i suoi beni. La sua roulotte è stracolma di oggetti rari e preziosi. È accompagnato da due giovanissime ragazze di facili costumi.
- La Regina madre: la regina, moglie di Nemo e madre di Nadia e Neo, morta nel primo assalto dei ribelli Neo Atlantidi, appare soltanto due volte in tutta la serie: prima perché è raffigurata nell'ologramma commemorativo di Nemo, poi, perché viene invocata da Nadia. Non esiterà a sacrificare le anime di tutti gli Atlantidi morti migliaia di anni or sono per salvare la vita del ragazzo che sua figlia Nadia ama perdutamente.